# Sanatorium Grotenburg
Das Teutoburger-Wald-Sanatorium Grotenburg war ein Sanatorium am Fuß der Grotenburg in Hiddesen, heute Stadtteil von Detmold. Der noch erhaltene Teil der Gartenanlage steht seit 1987 unter Denkmalschutz.

## Geschichte
Das Sanatorium Grotenburg geht auf den Nervenarzt Manfred Fuhrmann zurück.
Die Planungen für das Gebäude wurden im September 1906 vom Detmolder Architekten Dietrich Bollmann eingereicht, wobei Fuhrmann wohl ebenfalls am Konzept mitgearbeitet hatte. Der Bau begann bald darauf und im Herbst 1907 erfolgte die Einweihung.
Bis zum Ersten Weltkrieg war das Sanatorium höchst erfolgreich, durch Fuhrmanns Abberufung an die Front wurde es aber während der Kriegsjahre vernachlässigt, so dass er es nach seiner Rückkehr gewissermaßen erneut aufbauen musste. Ein weiterer Einschnitt ergab sich durch die Wirtschaftskrise ab 1930. Fuhrmann leitete das Sanatorium bis zu seinem Tod im Jahr 1939.
Schon kurz danach, Ende August 1939, beschlagnahmte die Wehrmacht das Gebäude und richtete hier bis März 1945 ein Reservelazarett ein. Nach Kriegsende wurden dort Flüchtlinge aus Lettland und Estland untergebracht, anschließend diente es als Erholungsheim für Mitarbeiter der Volksfürsorge, die das Gelände bereits 1941 käuflich erworben hatte, und der Hamburger Gaswerke. In den 1960er Jahren wurden diverse bauliche Veränderungen (Abriss der Fachwerkhäuser und der unteren Liegehalle inklusive Goldfischteich) vorgenommen.
Der endgültige Verfall begann 1977, als das Sanatorium erneut den Besitzer wechselte und einem Landwirt aus Hörste als Spekulationsobjekt diente. Während dieser Zeit brannte es in Sanatorium und Doktorhaus mehrfach. Nachdem der Landwirt um 1985 in Konkurs gegangen war, fiel das Gelände als Insolvenzmasse an die Detmolder Volksbank und einen Detmolder Immobilienverwalter. Diese ließen die noch bestehenden Gebäude abreißen, um das Grundstück als Wohnungs-Bauland ausweisen zu können.

## Architektur

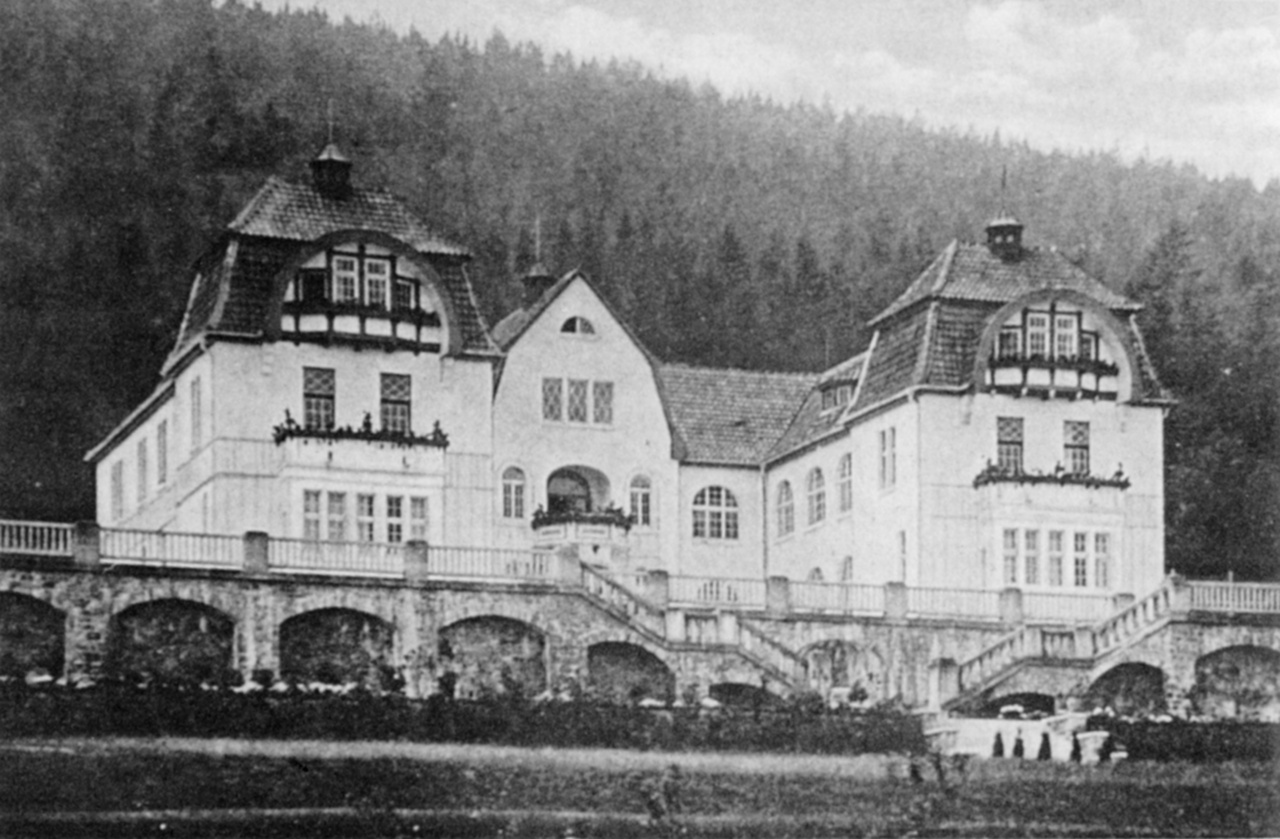
Sanatorium um 1910

Das ehemals 42.475 m² große Grundstücke bestand aus drei Bereichen: Ein kleiner Teil wurde durch das Sanatoriumsgebäude belegt, der Rest war durch eine Kastanienallee etwa hälftig in Park und Nutzgarten unterteilt. Bereits sich im Nutzgartenteil befindende Gebäude wurden in die Anlage integriert, so diente ein Haus von 1839 als Wohnhaus der Familie Fuhrmann (sog. Doktorhaus) und Küche für die Patienten, zwei Fachwerkhäuser, eine Scheune, ein Stall, ein Maschinenhaus und zwei Gewächshäuser wurden ebenfalls weitergenutzt oder einer neuen Verwendung zugeführt. Im Park, dem heute unter Denkmalschutz stehenden Teil, wurden im Norden und Süden zwei Liegehallen für die Sanatoriumsgäste aufgestellt.

### Sanatorium
Das stilistisch durch Henry van de Velde beeinflusste Sanatorium war ein verputzter, zweigeschossiger Ziegelbau auf Natursteinsockel mit hufeisenförmigem Grundriss. Das Kaltdach war mit roten Hohlziegeln gedeckt, lediglich die Pavillons waren als Zimmer ausgebaut.
In den beiden seitlichen Flügeln lagen Gästezimmer und Bäder, im Mittelbau befanden sich im Obergeschoss Lesezimmer und Bibliothek, im Erdgeschoss die Diele. Von dort ging es nach Norden auf den Ehrenhof, von wo eine Treppenanlage in den Park führte.
Die Gesamtabmessungen des Gebäudes betrugen 30 × 21 Meter, wobei der Mittelbau eine Breite von 14 Metern aufwies.

### Parkgelände
Der trapezförmige, sich nach Norden verengende Garten wurde im neobarocken Stil gestaltet. Zum Sanatorium steigt das Gelände in vier Terrassenstufen an. Nach Osten wird der Park durch eine Kastanienallee, auf der gegenüberliegenden Seite im unteren Bereich durch eine Gruppe Nadelgehölze begrenzt. Dort schließt eine Hainbuchenhecke den Garten zur Straße ab.
Die oberste Terrasse mit dem Sanatorium wird durch eine Werksteinstützmauer mit aufgesetzten Pfeilern und einem weißen Holzgitter vom darunterliegenden Planum abgegrenzt. An den Ecken standen kleine Pavillons. Eine doppelläufige Freitreppe aus Werkstein führt nach unten. In der Mauer befindet sich eine Grottennische mit dem Torso einer Brunnenfigur aus Werkstein, die ein Fabeltier reitet.
Die zweite Terrasse war ursprünglich in zwei quadratische Felder mit mittigen Rondellen und einem zentral durchlaufenden Weg gegliedert. Die ebenfalls aus Werkstein gefertigte Stützmauer ist von einer Mitteltreppe durchbrochen, die zu einem Podest und von dort über eine doppelläufige, seitliche Freitreppe zur nächsten Ebene führt. Die Eibenhecke an der Mauer stammt vermutlich aus der Anlagezeit des Gartens. Auf dem dritten Planum weist eine quadratische Bodenvertiefung noch auf ein ehemaliges Wasserbecken hin. Eine Böschungskante separiert diese Terrasse von der nördlichsten Ebene.
Nicht mehr erhalten sind
- auf der zweiten Ebene eine Sonnenuhr mit darauf zulaufenden, von Buchsbaumhecken gesäumten Kieswegen
- das Wasserbecken
- die westliche Kastanienallee
- die Liegehallen mit dem Goldfischteich auf der untersten Ebene
- die Pavillons seitlich der Werksteinmauer

## Manfred Fuhrmann
Manfred Fuhrmann wurde am 2. April 1877 in Bad Oldesloe geboren. Nach dem Gymnasialabschluss in Quedlinburg begann er auf Drängen seiner Eltern ein Studium der Medizin, das er, nach Zwischenstationen in Halle und Zürich, an der Universität Gießen abschloss. Sein Spezialgebiet war dabei die Psychiatrie. Ab 1902 war Fuhrmann 1. Assistenzarzt an der Heil- und Pflegeanstalt Lindenhaus bei Lemgo, bis es ihn schließlich um 1907 nach Hiddesen zog.
Im Ersten Weltkrieg wurde Manfred Fuhrmann als Feldarzt an die Ostfront geschickt, von der er 1918 mit einem Eisernen Kreuz 1. Klasse und Malaria heimkehrte.
1929 trat Fuhrmann in die NSDAP ein, aus der er aber am 1. Januar 1933 austritt, nachdem man ihn seiner Ämter enthoben hatte, weil er für „untragbar“ gehalten wurde.
Am 5. August 1939 starb Manfred Fuhrmann nach langer, schwerer Krankheit.